# Paola Piazzolla
Paola Piazzolla (Canosa di Puglia, 21 de octubre de 1996) es una deportista italiana que compite en remo.
Ganó una medalla de oro en el Campeonato Mundial de Remo de 2017 y dos medallas en el Campeonato Europeo de Remo, en los años 2020 y 2022.

## Palmarés internacional
| Campeonato Mundial | Campeonato Mundial        | Campeonato Mundial | Campeonato Mundial      |
| Año                | Lugar                     | Medalla            | Prueba                  |
| ------------------ | ------------------------- | ------------------ | ----------------------- |
| 2017               | Sarasota (Estados Unidos) | Medalla de oro     | Cuatro scull ligero     |
| Campeonato Europeo |                           |                    |                         |
| Año                | Lugar                     | Medalla            | Prueba                  |
| 2020               | Poznań (Polonia)          | Medalla de bronce  | Scull individual ligero |
| 2022               | Múnich (Alemania)         | Medalla de oro     | Cuatro scull ligero     |